# زيد بن الحباب العكلي
أبو الحسين زيد بن الحباب بن الريان العكلي الخراساني، وقيل زيد بن الحباب بن رومان، إمام حافظ كوفي. الحباب في اللغة هو نوع من الأفاعي. أحدر رواة الحديث النبوي. ولد في حدود سنة 130 هـ.

## روايته للحديث
- روى عن: أسامة بن زيد الليثي، وأسامة بن زيد بن أسلم العمري، وأيمن بن نابل، وسيف بن سليمان، وعكرمة بن عمار، والضحاك بن عثمان الحزامي، ومعاوية بن صالح الحمصي، وقرة بن خالد، ومالك بن مغول، وموسى بن علي بن رباح، والحسين بن واقد المروزي، وخالد بن دينار التميمي، وسفيان الثوري، ويحيى بن أيوب الغافقي، وموسى بن عبيدة، وخلق كثير. جال في طلب العلم من مرو الشاهجان وإلى مصر حتى قيل  إنه دخل إلى الأندلس.
- حدث عنه: أحمد بن حنبل، وأبو خيثمة، ومحمد بن رافع، وأبو إسحاق الجوزجاني، والحسن بن علي الحلواني، ومحمد بن عبد الله بن نمير، وأبو كريب محمد بن العلاء، وسلمة بن شبيب، وأحمد بن سليمان الرهاوي، ويحيى بن أبي طالب وعدد كثير، حتى إن يزيد بن هارون مع تقدمه قد روى عنه.
- منزلته في الجرح والتعديل: وثقه علي بن المديني وغيره. وقال بعض الحفاظ: «هو صالح الحديث، لا بأس به». قال أحمد بن حنبل: «صاحب حديث كيس، قد رحل إلى مصر وخراسان في الحديث، ما كان أصبره على الفقر، كتبت عنه بالكوفة، وهاهنا قال: وقد ضرب في الحديث إلى الأندلس». رواه أبو بكر المروذي عن أحمد، فقال أبو بكر الخطيب : «ظن أحمد رحمه الله  أن زيدا سمع من معاوية بن صالح بالأندلس، فقد كان على قضائها، وهذا وهم، وأحسب أنه سمع منه بمكة، فإن ابن مهدي وغيره سمعوا منه بمكة». قال الخطيب: «حدث عن زيد بن الحباب عبد الله بن وهب، ويحيى بن أبي طالب، وبين وفاتيهما ثمان وسبعون سنة». وروي عن علي بن حرب الطائي قال: «أتينا زيد بن الحباب، فلم يكن له ثوب يخرج فيه إلينا، فجعل الباب بيننا وبينه حاجزا، وحدثنا من ورائه رحمه الله تعالى».[1]

## وفاته
قال مطين وغيره توفي سنة 203 هـ.